# Antichloris puriscal
Antichloris puriscal är en fjärilsart som beskrevs av William Schaus 1911. Antichloris puriscal ingår i släktet Antichloris och familjen björnspinnare. Inga underarter finns listade i Catalogue of Life.